# الشبكة الدولية لصندوق المرأة
الشبكة الدولية لصندوق المرأة هي عضو في مجموعة من الصناديق النسائية من جميع أنحاء العالم، من أجل تعزيز العمل الخيري من منظور نسوي. تأسست عام  2000 وضمت تسعة أعضاء، بما في ذلك أقدم الصناديق النسائية الدولية «ماما كاش» و«الصندوق العالمي للمرأة»، وفي ال 2014  كان لديها 42 عضواً على الصعيد العالمي. واعتباراً من عام 2010، المدير التفيذي هو اميليان دي ليون والمعروف أيضاً ب اميليان دي ليون أولينا.
عام 1999، قام الصندوق العالمي للمرأة وماما كاش بجمع ستة صناديق نسائية من جميع أنحاء العالم لعقد جلسة لاستثارة الأفكار. وفي ال 2000، عقد الاجتماع الأول لمعهد الاتحاد الذي ضم تسعة أعضاء. ووفقاً لما ذكرته شيرلي ووترز، مؤسسة ورئيسة صندوق أمل المرأة والتعليم والتدريب، «توفر هذه الصناديق النسائية الدولية طرق يسهل تحديدها  لدعم عمل الجماعات النسائية في البلدان الأخرى». بالمثل، قال موسيمي كاندورو (الرئيس التنفيذي للصندوق العالمي للمرأة)، أثناء مناقشة الصناديق النسائية وتاريخ الاتحاد في ال 2013، «أن العمل الخيري المنظم يمكن أن يحدث فرقاً إذا كان التمويل موجهاً نحو معالجة الأسباب الجذرية لضعف المرأة».